# Ageless Venomous
Ageless Venomous – czwarty studyjny album brazylijskiego zespołu Krisiun.

## Lista utworów
Opracowano na podstawie materiału źródłowego.
1. "Perpetuation" – 6:21
2. "Dawn of Flagellation" – 3:48
3. "Ageless Venomous" – 3:52
4. "Evil Gods Havoc" – 4:10
5. "Eyes of Eternal Scourge" – 4:28
6. "Saviour's Blood" – 3:58
7. "Serpents Spectres" – 5:45
8. "Ravenous Hordes" – 2:57
9. "Diableros" – 1:35
10. "Sepulchral Oath" – 4:59

## Twórcy
Opracowano na podstawie materiału źródłowego.

- Moyses Kolesne - gitara elektryczna, gitara akustyczna
- Max Kolesne - perkusja, instrumenty perkusyjne
- Alex Camargo - śpiew, gitara basowa
- Joe Petagno - okładka
- Tchelo Martins - produkcja muzyczna
- Philip "Phil" Colodetti - inżynieria, miksowanie, mastering
- Eric de Haas - zdjęcia